# Cincinnati Reds (NFL)
I Cincinnati Reds sono stati una squadra di football americano della National Football League con sede a Cincinnati che disputò la stagione 1933 e le prime otto partite della stagione 1934.